# Nicolas Ier (empereur de Russie)
Pour les articles homonymes, voir Nicolas Ier.
Nicolas Ier de Russie (Nikolaï Pavlovitch Romanov, en russe : Николай Павлович Романов), né le 6 juillet 1796 à Gatchina et mort le 2 mars 1855 à Saint-Pétersbourg, fut empereur de Russie, roi de Pologne et grand-duc de Finlande du 1er décembre 1825 jusqu'à sa mort. Le règne du « plus logique des autocrates » a été marqué par un extrême conservatisme, tant en politique intérieure qu'en politique extérieure.
Nicolas Ier s'efforce pourtant de favoriser la croissance économique durant son règne, mais renforce simultanément l'appareil répressif, notamment lorsqu'il écrase violemment le soulèvement armé en Pologne (1831). Le déclin de l'Empire ottoman, qui attise les convoitises des puissances européennes, est à l'origine d'un conflit entre la Russie et ces dernières, Royaume-Uni en tête, et France qui revient sur le devant de la scène internationale : la guerre de Crimée.

## Premières années

### Naissance et famille

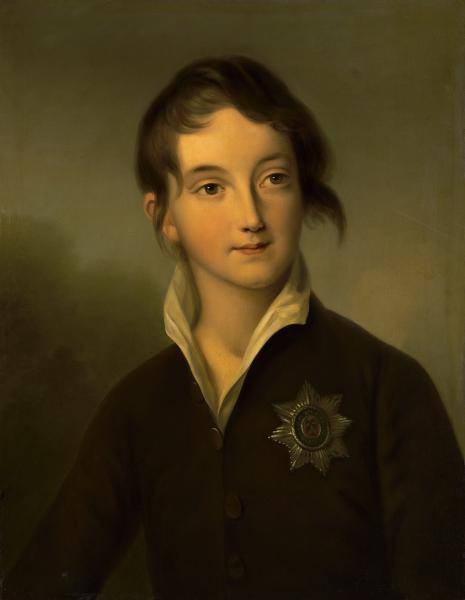
Portrait du jeune grand-duc Nicolas Pavlovitch (1808).

Nicolas Ier est le fils de l'empereur Paul Ier de Russie et de la princesse Sophie-Dorothée de Wurtemberg. Il a 18 ans de moins que son frère aîné Alexandre Ier, à qui il succède en 1825.

### Mariage et descendance
Il épouse en 1817 la princesse Charlotte de Prusse, fille du roi Frédéric-Guillaume III de Prusse et de la princesse Louise de Mecklembourg-Strelitz et sœur des futurs rois de Prusse Frédéric-Guillaume IV et Guillaume Ier. Après son mariage, elle prend le nom d'Alexandra Feodorovna.
Le tsar Nicolas et la tsarine Alexandra eurent dix enfants :
- Alexandre (1818 - assassiné en 1881), qui épousa en 1841 la princesse Marie de Hesse et du Rhin (1824-1880) puis morganatiquement en 1880 Ekaterina Mikhaïlovna Dolgoroukova (1847-1928), plus connue en français sous le nom de Catherine Dolgorouki ;
- Marie (1819-1876), qui épousa en 1839 le duc Maximilien de Leuchtenberg (1817-1852) puis en 1856 le comte Grégoire Stroganoff ;
- Fille mort-née le 22 juillet 1820 ;
- Olga (1822-1892), qui épousa en 1846 le roi Charles Ier de Wurtemberg ;
- Fille mort-née le 23 octobre 1823 ;
- Alexandra (1825-1844), qui épousa en 1844 le landgrave héritier Frédéric de Hesse-Cassel ;
- Élisabeth (1826-1829), morte jeune ;
- Constantin (1827-1892), qui épousa la princesse Alexandra de Saxe-Altenbourg (fondateur de la seconde branche) ;
- Nicolas (1831-1891), qui épousa la princesse Alexandra Petrovna d'Oldenbourg, (fondateur de la troisième branche de la maison d'Oldenbourg-Russie) ;
- Michel (1832-1909), qui épousa en 1857 la princesse Cécile de Bade (fondateur de la quatrième branche).

Il eut également une fille illégitime : Joséphine Koberwein (1825-1893), qui épousa le peintre Joseph Fricero.

### Passion pour la peinture
En 1820, il rend visite au peintre Friedrich dans son atelier à Dresde et lui achète quelques tableaux mélancoliques qui seront installés dans le "cottage" à l'anglaise dans le parc Alexandria de Peterhof. Ces toiles sont en harmonie avec la chapelle impériale de style néogothique construite en 1829.

## Prince héritier de Russie

### La mort d’AlexandreIer
Selon l'ordre de succession, Constantin doit succéder à son frère Alexandre Ier de Russie ; en raison des affaires matrimoniales de son frère, Alexandre Ier envisage de l'écarter du trône de Russie, mais Constantin y renonce lui-même confiant à maintes reprises à Alexandre son refus d'accéder à la couronne de Russie.
Par un acte testamentaire, Alexandre désigne son jeune frère le grand-duc Nicolas Pavlovitch comme héritier présomptif de la couronne de Russie. Cependant, Nicolas, informé par sa mère de l'existence de cet acte le désignant comme héritier de la couronne de Russie, refuse d'abord : il considère Constantin, qui est son aîné, comme seul héritier légitime du trône. Apprenant la mort d'Alexandre (1er décembre 1825), Nicolas Pavlovitch continue d'ignorer les dispositions qui avaient été prises et prête serment au grand-duc Constantin Pavlovitch (8 décembre 1825).
Après l'inhumation du tsar, le 10 décembre 1825 a lieu une réunion du Conseil d'Empire, dont les membres prennent connaissance des dernières volontés du défunt empereur. Ils se rendent auprès du grand-duc Nicolas Pavlovitch et le supplient d'accepter la couronne de Russie. Mais il reste inébranlable dans sa décision. Le même jour, il écrit une lettre à Constantin (qui se trouve à Varsovie) en s'adressant « à l'empereur » et en le suppliant de ne pas abandonner la Russie.

### Refus de Constantin de régner
Le grand-duc Constantin Pavlovitch répond en refusant catégoriquement la couronne. Il écrit : « Je vous annonce que d'ordre de feu notre maître, j'ai envoyé à ma mère une lettre qui contient mes volontés irrévocables et qui d'avance ont été sanctionnées tant par feu l'empereur que par ma mère. Ne doutant pas que vous, qui étiez si attaché de cœur et d'âme à feu l'empereur, ne remplissiez ponctuellement ses volontés et ce qui a été fait de son consentement, je vous invite, cher frère, à vous y conformer scrupuleusement et ne doute pas que vous ne le fassiez et que vous n'honoriez la mémoire d'un frère qui vous chérissait et auquel notre pays doit la gloire et le degré d'élévation auquel il est monté. ». Il refuse cependant de venir à Saint-Pétersbourg proclamer publiquement sa renonciation à la couronne ou de rédiger un acte officiel d'abdication.
Des évènements graves dans l'armée du sud de la Russie et à Saint-Pétersbourg (mouvement des Décembristes) poussent le grand-duc Nicolas à prendre une décision : « Je serai empereur ou mort. Je me sacrifie pour mon frère, heureux d'accomplir sa volonté en qualité de sujet ». Le 13 décembre 1825, il lit devant les membres du Conseil d'Empire sa déclaration d'accession à la couronne de Russie et il est sacré le 22 août 1826 (3 septembre du calendrier grégorien) sous le nom de Nicolas Ier de Russie.

## Empereur de Russie

### Accession au trône
Le 13 décembre 1825, il lit devant les membres du Conseil d'Empire sa déclaration d'accession à la couronne de Russie et il est sacré le 22 août 1826 (3 septembre du calendrier grégorien) sous le nom de Nicolas Ier de Russie.

### Immobilisme et retour à la réaction
Nicolas Ier est né en 1796 et a été élevé dans la période des guerres révolutionnaires et napoléoniennes, au moment des coalitions contre la France libérale. Il en a gardé une haine farouche pour le libéralisme. En 1833 le ministre de l'Éducation Sergueï Ouvarov précise ce programme autoritaire : « autocratie, orthodoxie et génie national » sont les principes guidant le régime. Les gens doivent montrer leur loyauté à l'autorité illimitée du tsar, aux traditions de l'Église orthodoxe russe, et, d'une manière vague à la nation russe.

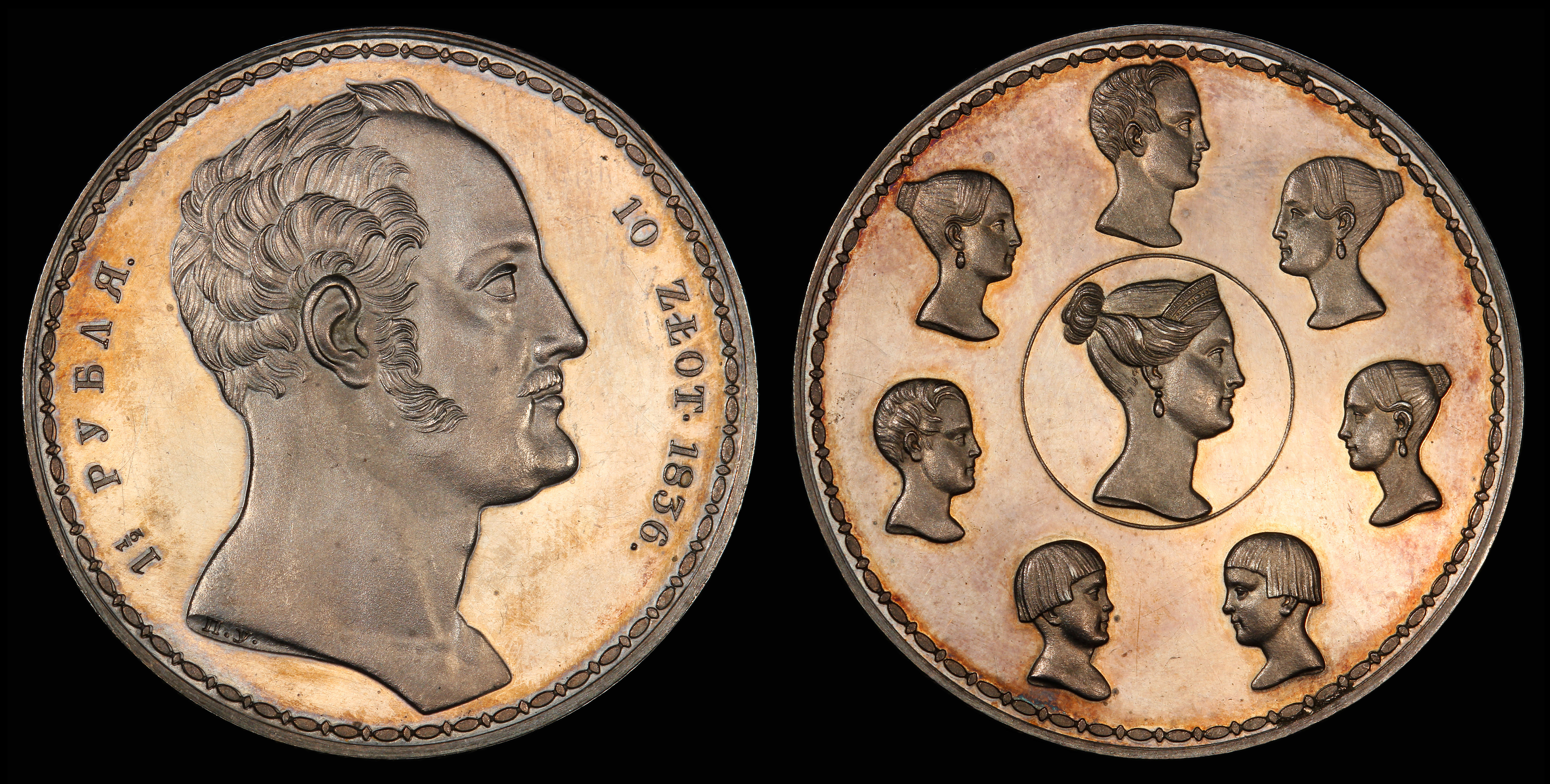
Rouble à l'effigie de Nicolas Ier (1836) avec plusieurs autres membres de sa famille au verso dont : son épouse Alexandra Feodorovna et ses enfants : le futur Alexandre II (empereur de Russie), Maria, Olga, Nicolas, Michel, Constantin et Alexandra.

L'insurrection décabriste (décembre 1825) provoqua un durcissement de la politique du Tsar. À la suite de cette crise, le nouvel empereur installe un régime particulièrement répressif fondé sur l'ordre et la discipline militaire. Pour diriger l'Empire, il choisit de s'appuyer non pas sur les institutions existantes que sont le Conseil des ministres ou le Conseil d'État comme l'a fait Alexandre Ier mais sur des comités spéciaux consultatifs et sur sa chancellerie privée.

#### Les comités spéciaux
Nicolas Ier s'en remet pour gouverner à des comités qui ne font pas partie de l'appareil normal de l'État. Il choisit leurs membres parmi ses plus proches collaborateurs qu'il charge d'enquêter sur des questions particulières ou de proposer des décisions : le comité chargé de l'instruction du procès des décembristes, le comité préparatoire à l'abolition du servage et le comité chargé de la réforme municipale. Les travaux sont menés dans le plus grand secret.

#### La Chancellerie privée
L'empereur se reposait aussi sur la chancellerie privée de Sa Majesté, relais de son pouvoir personnel. Le secrétariat de Sa Majesté était divisé en six sections.
- La deuxième section est chargée de la codification des lois. Elle commence par publier en effectuant un très gros travail législatif sous la direction de Mikhaïl Mikhaïlovitch Speranski ;
- La troisième section, créée en 1826, est chargée de la gestion du corps des gendarmes. Elle est la police politique chargée de la surveillance des Russes, dans tous les aspects de leur vie. Elle reçoit une quadruple mission : pourchasser les idées révolutionnaires en surveillant les milieux militaires et la société cultivée où l'insurrection décembriste a pris naissance ; surveiller l'administration, y compris la justice, pour en extirper les abus et en améliorer le fonctionnement ; protéger toutes les victimes d'injustices et assurer la propagande impériale en défendant la conception gouvernementale de Nicolas et en contrôlant la presse par la censure. Elle est dirigée par le général Benkendorff ;
- La quatrième section est chargée de gérer les institutions charitables et les établissements d'enseignement placés sous le patronage de l'impératrice ;
- La cinquième section dirigée par le général Paul Kisselev doit réformer le statut des paysans d'État. Elle échoue, et son travail fut confié en 1837 au ministère des Domaines d'État.

### Tentatives de réformes

#### La codification des lois et la standardisation
Nicolas Ier souhaite clarifier et ordonner les lois russes. La Russie dépend encore du recueil de lois du tsar Alexis, l'Oulojénie, datant de 1649, comprenant un millier d'articles mêlant oukazes et ordonnances des boyards.
La deuxième section dirigée par Speranski commence par publier un recueil complet des lois en 1830 puis élabore un code civil suivi d'un code pénal publié en 1835.
Cette même année (soit peu de temps après le Weights and Measures Act de 1824 et le retour de la France au système métrique), le Tsar décide de relancer la standardisation des unités de mesure. La Commission des Étalons des Poids et Mesures, formée en 1827, est remplacée en 1832–33 par une « Commission pour l'Unification des Poids et Mesures en Russie. » Le 4 juin 1842, un décret annexe à la loi de 1835 impose le dépôt de copies des étalons dans toutes les grandes villes de l'empire : à cette fin, Nicolas Ier crée à Saint-Pétersbourg le Conservatoire des Étalons des Poids et Mesures et le place sous le contrôle d'un physicien : Adolph Kupfer. Le Conservatoire occupe alors les locaux de la forteresse Pierre-et-Paul à Saint-Pétersbourg,. Cette standardisation, contemporaine de la construction de la première ligne de chemin de fer russe, annonce le programme impérial de modernisation du pays.

#### La lancinante question du servage
Nicolas Ier est un adversaire du servage tant par principe que pour débarrasser l'économie de ce qui apparaît comme un frein. Il se refuse à en décréter l'abolition brutale afin de ne pas mécontenter la noblesse et de ne pas trop déstabiliser les campagnes. Les réformes élaborées par la cinquième section présidée par le prince Kisselev se révèlent minimes. Les mesures prises en faveur des serfs de la couronne visent à les protéger de certaines formes extrêmes d'abus. D'autres mesures sont prises en faveur des serfs seigneuriaux, qui peuvent acquérir leur liberté à condition de s'entendre avec le propriétaire et d'acquitter une redevance ou si le domaine est vendu pour dettes.
Après 1848, les réformes les plus mesurées sont jugées impensables, Nicolas Ier se considérant de plus en plus comme le gendarme de l'Europe.

### Une politique étrangère belliqueuse

#### Le gendarme de l'Europe
En politique étrangère Nicolas agit comme protecteur des forces en place opposées aux révolutions. Il est au début de son règne particulièrement influencé par l'ambassadeur autrichien Charles-Louis de Ficquelmont, conservateur avéré proche de Metternich et n'ayant de cesse de combattre les idées révolutionnaires qu'il a subies étant jeune noble lorrain dans la tourmente qui suivit 1789. Sur ses conseils, Nicolas sert la politique du chancelier autrichien. En 1830, il tarde à reconnaître le régime de Louis-Philippe en France et refuse de reconnaître l'indépendance de la Belgique qu'il considère comme une violation des clauses territoriales du congrès de Vienne.
Le succès des révolutions française et belge de juillet-août 1830 provoque une vive agitation en Pologne. À la suite de la décision du tsar d'envoyer des soldats polonais combattre en France et en Belgique, une insurrection éclate à Varsovie en novembre 1830 et gagne l'ensemble du pays. Le succès polonais semble acquis dans un premier temps (novembre 1830-février 1831), conséquence de l'indécision des autorités russes quant à la conduite à tenir (la Diète vote la déchéance de « Nicolas, roi de Pologne ») mais les divisions des patriotes polonais sur l'avenir d'une Pologne indépendante et l'absence de soutien extérieur permettent aux Russes commandés par le général Paskievitch de l'emporter.
Une redoutable « normalisation » est alors opérée, orchestrée par Paskievitch nommé vice-roi de Pologne : le statut assez libéral de 1815 est abrogé, les domaines des insurgés sont confisqués, les établissements d'enseignement supérieur sont fermés et les biens de l'Église catholique sont supprimés.
Les événements de 1830 persuadent Nicolas Ier de la nécessité d'une entente et d'une coopération avec les puissances conservatrices. Il se rapproche de l'Autriche et de la Prusse avec lesquelles il signe en octobre 1833 la convention de Berlin qui affirme le droit d'intervention contre les troubles révolutionnaires.
En 1846, la Russie organise l'intervention militaire qui réprime le soulèvement de Cracovie et persuade l'empereur autrichien que ce dernier lambeau de Pologne libre doit être rattaché à l'empire des Habsbourg.
En 1848, il se porte au secours du sultan ottoman confronté à la révolte des principautés roumaines de Moldavie et de Valachie. Très hostile à la révolution française de 1848 qui aboutit à la proclamation de la république, il envisage une guerre contre la France et lance un manifeste : « Pour la justice de Dieu et pour les principes sacrés de l'ordre établi sur les trônes héréditaires. »
En 1849, il répond à l'appel de l'empereur d'Autriche aux prises avec le soulèvement hongrois en dépêchant un corps de 200 000 hommes qui pousse en quelques mois les insurgés à la capitulation.
Ces interventions russes systématiquement dirigées contre le « droit des peuples à disposer d'eux-mêmes » valent à Nicolas Ier le surnom de « gendarme de l'Europe ».

#### Guerre contre la Perse

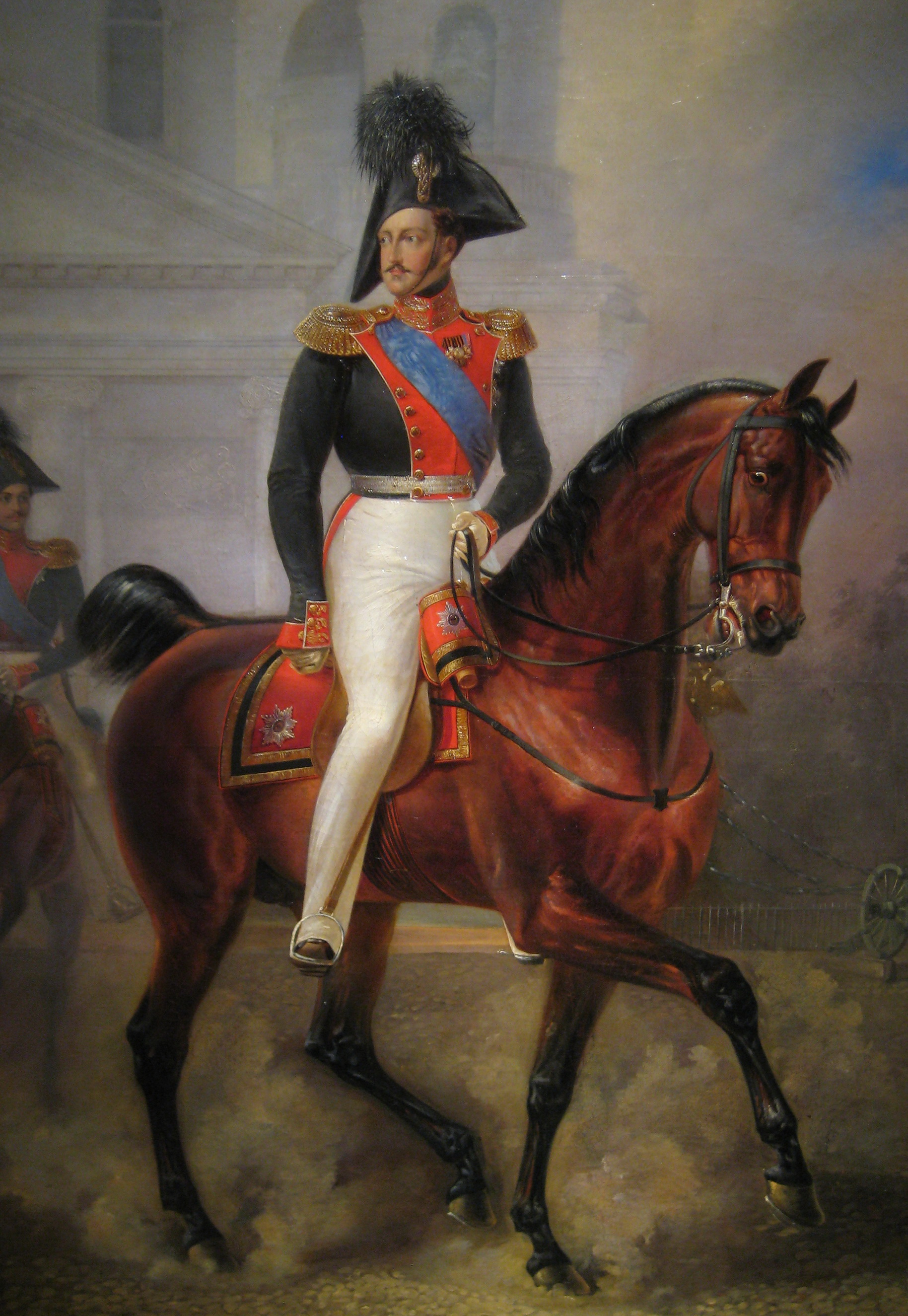
Portrait équestre du tsar.

En 1826, la Russie entre en guerre contre la Perse. La guerre est rapidement gagnée. Le traité de Turkmanchai (1828) marque la victoire écrasante de la Russie qui se voit reconnaître les provinces arméniennes d'Erevan, du Haut-Karabagh et du Nakhitchevan ; le droit exclusif d'entretenir une marine sur la mer Caspienne, des avantages commerciaux ainsi qu'une indemnité de guerre considérable.
Le traité autorise les Arméniens sujets perses à émigrer en Arménie russe : 35 000 Arméniens de Perse s'installent en Russie.

#### Lutte contre les montagnards du Caucase
Le gouvernement impérial entend incorporer définitivement à l'Empire les provinces de l'ancien royaume de Géorgie laissées en fait sous l'autorité des chefs de tribus. La tâche est confiée au général Alexis Iermolov mais sa politique imprudente déclenche une insurrection générale qui ne tarde pas à embraser l'ensemble du Nord-Caucase : l'imam tchétchène Chamil proclame en 1834 la guerre sainte et prend la tête d'une insurrection regroupant Tchétchènes et montagnards musulmans du Daghestan. Les Russes se bornent à édifier quelques forteresses, points d'appui dont l'objectif est d'assurer la sécurité de leurs communications avec la Géorgie.

#### Une politique contradictoire vis-à-vis de l'Empire ottoman
La Russie intervient dans la crise internationale qui débute en 1821 avec la révolte des Grecs contre l'Empire ottoman. Nicolas Ier entend plus que jamais se poser en défenseur des droits des chrétiens orthodoxes des Balkans.
En mars 1826, Nicolas Ier lance un ultimatum à la Porte l'intimant d'appliquer à la Serbie, la Moldavie et à la Valachie les clauses du traité de Bucarest signé en 1812 et, en octobre 1826, il signe avec le gouvernement ottoman la convention d'Akkerman qui accorde l'autonomie à la Moldavie et à la Valachie, donne une constitution à la Serbie et confirme le traité de 1812 sur les détroits.
La France, la Grande-Bretagne et la Russie décident un blocus des côtes grecques et détruisent la flotte turque à Navarin. Le gouvernement ottoman en profite pour dénoncer l'accord d'Akerman, ce qui conduit en avril 1828 la Russie à déclarer la guerre à la Porte. Au terme de deux campagnes, les armées russes s'approchent de Constantinople et contraignent le gouvernement ottoman à signer le traité d'Andrinople (1829) : la Russie reçoit les bouches du Danube ainsi que des territoires dans le Caucase, les provinces danubiennes de Moldavie et de Valachie deviennent autonomes et passent sous protectorat russe. En outre, le passage de la marine russe à travers les détroits est garanti et la Turquie s'engage à payer une lourde indemnité de guerre.
En 1832, la Russie intervient à la demande du sultan aux prises avec la révolte du pacha d'Égypte Méhémet Ali et signe l'année suivante le traité d'Unkiar-Skelessi d'une durée de huit ans. La Russie devient garante de l'indépendance de l'Empire ottoman et s'engage à lui fournir des troupes nécessaires à sa défense et, en échange, obtient la fermeture des Dardanelles à tout navire de guerre étranger.
À partir du milieu du XIXe siècle, la présence en Europe orientale d'un Empire ottoman affaibli — les diplomates russes parlent à son sujet d'« homme malade » — devient une préoccupation majeure des chancelleries occidentales. La Russie semble décidée à faire sauter le verrou turc qui, avec Constantinople, ferme les détroits et empêche tout accès direct à la Méditerranée. La Grande-Bretagne et la France craignent un protectorat russe sur l'Empire ottoman et encouragent le sultan à résister à cette pression. Par la convention des détroits de Londres de 1841, elles affirment le contrôle ottoman de ces détroits et interdisent à quelque puissance y compris la Russie d'envoyer des bateaux militaires par ces passages.

#### La guerre de Crimée (1853-1856)
L'origine immédiate de la guerre se situe à Jérusalem où s'affrontent dans des conflits d'étiquette moines orthodoxes et catholiques pour la garde des lieux saints. En 1852, le gouvernement russe, estimant que le clergé orthodoxe est injustement évincé, décide d'intervenir auprès du gouvernement ottoman dont dépend la Palestine. Les Ottomans acceptent de reconnaître les droits prééminents des orthodoxes mais refusent que la Russie intervienne en faveur des orthodoxes de l'Empire ottoman (ce qui constitue une atteinte à sa souveraineté).
La Russie occupe les principautés danubiennes à titre de garanties matérielles et détruit une flotte turque à Sinope. Devant le refus russe d'évacuer la Moldavie et la Valachie, le gouvernement ottoman déclare la guerre à la Russie en novembre 1853. Face à cette menace sur l'équilibre européen qui résulterait de la dislocation de l'Empire ottoman, le Royaume-Uni et la France se joignent à lui et déclarent la guerre à la Russie en mars 1854. L'Autriche offre aux Ottomans un soutien diplomatique et la Prusse demeure neutre, laissant la Russie sans alliés sur le continent.
Les principaux combats se déroulent en Crimée envahie par les Franco-Britanniques et, après la défaite russe sur l'Alma, commence le siège meurtrier de Sébastopol. Après une année d'affrontements la base tomba, exposant l'incapacité de défendre une fortification à l'intérieur de son territoire. Nicolas meurt avant la reddition mais il a déjà reconnu l'échec du régime. La Russie fait alors face au choix de commencer des réformes majeures ou de perdre son statut de puissance européenne principale.
Les alliés, soutenus par l'Autriche sur le plan diplomatique, cherchent à conclure la paix, accélérée par la mort subite de Nicolas Ier le 2 mars 1855. Le traité de Paris de février-mars 1856 consacre la défaite de la Russie et donne un coup d'arrêt à sa politique balkanique. L'indépendance et l'intégrité de l'Empire ottoman sont solennellement réaffirmées. La mer Noire est neutralisée et le Danube internationalisé. Les principautés danubiennes sont déclarées autonomes et placées sous la garantie des puissances. La Russie abandonne son droit à exercer sa protection sur les chrétiens orthodoxes de l'Empire ottoman.

### Cadres de pensée et idéologies

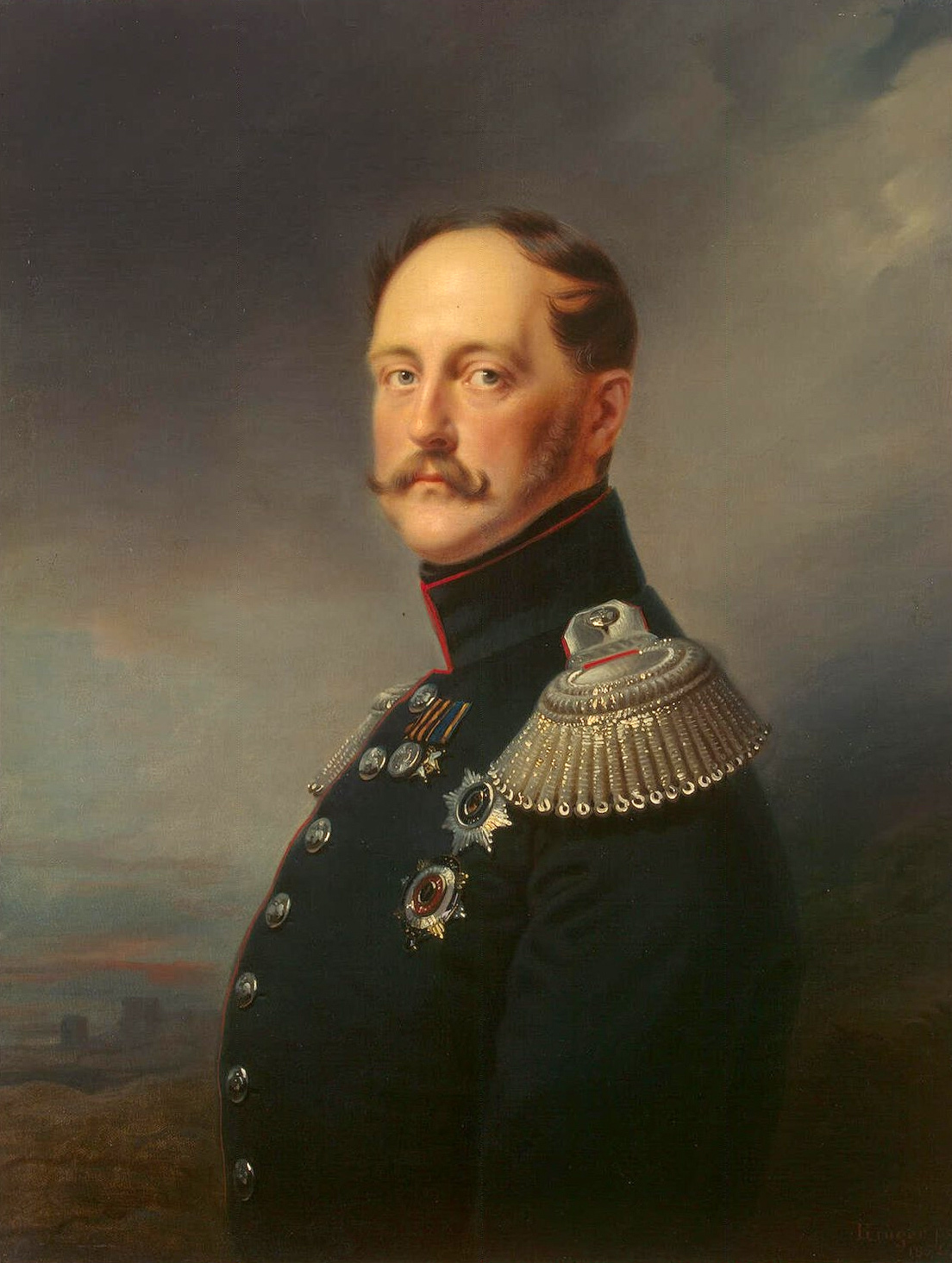
Portrait du tsar Nicolas Ier, peint par Franz Krüger.

Interrompues au lendemain de la répression qui a suivi l'insurrection des décembristes, les discussions philosophiques et littéraires reprennent une dizaine d'années plus tard dans les salons et les cercles moscovites : les élites russes accueillent avec ferveur les idées des philosophes allemands Hegel et Schelling : des questions nouvelles sont posées, notamment celle de la nature et de la spécificité des nations.
Tchaadaïev, publie en 1836 dans la revue Le Télescope sa première Lettre philosophique dans laquelle il défend l'idée que la Russie, située à l'intersection de l'Orient et de l'Occident, n'appartient ni à l'un ni à l'autre : elle est hors-civilisation et incapable de rien apporter à la civilisation (il a manqué à la Russie la religion catholique porteuse de civilisation). Nicolas Ier interdit Le Télescope, déclare fou Tchaadaïev et l'exile en Sibérie. Tchaadaïev revient ensuite sur ce jugement radical : l'année suivante, il publie l'Apologie d'un fou où, partant des réformes de Pierre le Grand, il affirme que la Russie a retrouvé la voie de la civilisation.
La question posée par Tchaadaïev hante des années durant les cercles de réflexion qui se regroupent en deux courants : les slavophiles et les occidentalistes.
Les slavophiles se regroupent autour d'Alexis Khomiakov, Pierre et Ivan Kireïevski, Constantin et Ivan Aksakov et Iouri Samarine. Ils rejettent toute notion d'avance occidentale et affirment la supériorité de la Russie sur l'Occident. Ils insistent sur les principes originaux que sont la famille berceau de l'amour, la communauté paysanne et des institutions russes anciennes telle que le zemski sobor (sorte d'états généraux). Ils rejettent le règne de Pierre le Grand qui a détourné la Russie de son destin national. Certains sont favorables au développement économique de l'Empire mais ils souhaitent un progrès respectueux des valeurs russes qui n'entraîne pas, comme en Occident, une aggravation des antagonismes sociaux.
Les occidentalistes se regroupent autour du critique littéraire Vissarion Belinski et du philosophe Alexandre Herzen. Ils récusent toute idée de particularisme russe et estiment que la Russie fait partie de l'Occident et est solidaire de son évolution. Le règne de Pierre le Grand est considéré avec admiration car il fait accomplir des progrès à la Russie : il convient de reprendre son effort interrompu.
Avec les années, les lignes de partage entre les uns et les autres ne tardent pas à se brouiller : Tchaadaïev se montre moins sévère pour la spécificité russe, Khomiakov finit par proclamer son adhésion à l'Angleterre et Herzen, partisan d'un occidentalisme intransigeant mais déçu par les révolutions bourgeoises de 1848, en vient à rallier les idées des slavophiles.

### Relations avec la culture

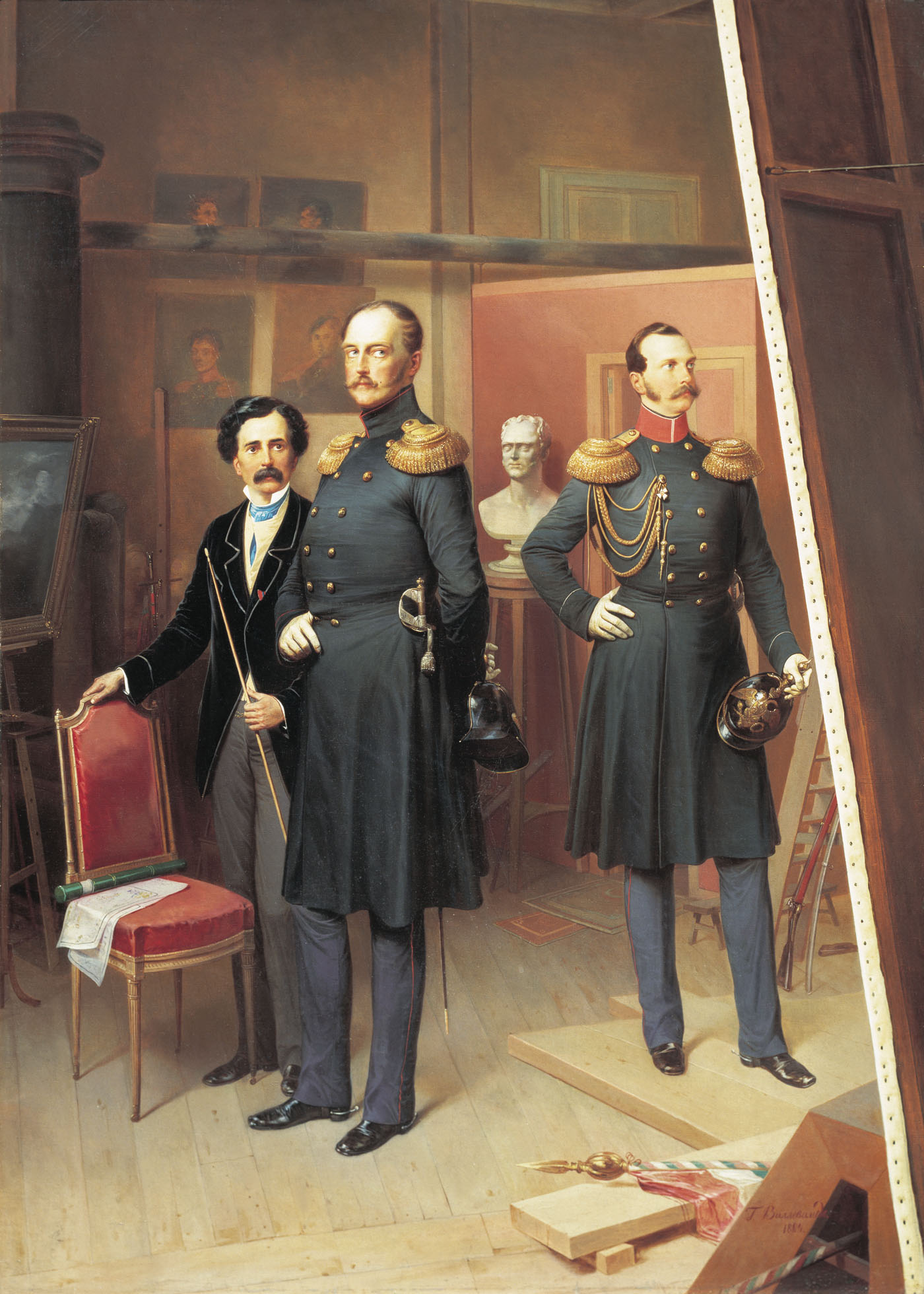
Nicolas Ier avec son fils, le futur, à Saint-Pétersbourg en 1854.

La littérature russe, à travers les œuvres de Pouchkine, Lermontov, Gogol, Tourgueniev et bien d'autres, prit une nouvelle ampleur et commença même à obtenir une reconnaissance internationale. On ne peut pourtant donner grand crédit à Nicolas Ier pour ce développement extraordinaire, car la censure atteint des sommets sous son règne : tracasseries sans fin imposées à Pouchkine, luttes de Gogol ou Griboïedov contre la censure, emprisonnement et exécution simulée de Dostoïevski, exil en Sibérie pour Herzen, assignation à domicile de Tchaadaïev.
Le ballet s'acclimata après son importation de France et la musique classique s'implanta fermement avec les compositions de Mikhaïl Glinka.
Admirateur du théâtre français, Nicolas Ier fit aussi ouvrir en 1833 le théâtre Michel qui faisait jouer en français les pièces en vogue de l'époque pour un large public.
Le poète russe Vassili Joukovski jouissait d'une grande influence à la cour et devint précepteur de l'héritier du trône le futur Alexandre II. Il connaissait personnellement un grand nombre de peintres allemands et voyagea en Europe avec l'empereur en 1837-1838, passant par les plus grandes villes et visitant galeries de peintures, musées et ateliers de peintres. C'est à lui que l'on doit l'accroissement de la collection de peinture allemande au musée de l'Ermitage.

### Mort et succession
Après 29 ans de règne, l’Empereur Nicolas Ier meurt le 2 mars 1855 à Saint-Pétersbourg, dans sa chambre du palais d'Hiver, à l’âge de 58 ans. Il est inhumé quelques jours plus tard en la cathédrale Pierre-et-Paul. Son premier fils, le prince héritier Alexandre, lui succède sur le trône et devient Empereur sous le nom d’Alexandre II. Certains historiens contemporains de la mort de l'empereur ont affirmé qu'il s'était suicidé à la suite de la défaite de la guerre de Crimée. Une étude récente laisse plutôt penser qu'il est mort d'une mauvaise grippe. C'est ce qu'ont conclu des experts sur la base des notes laissées par son médecin.

## Legs

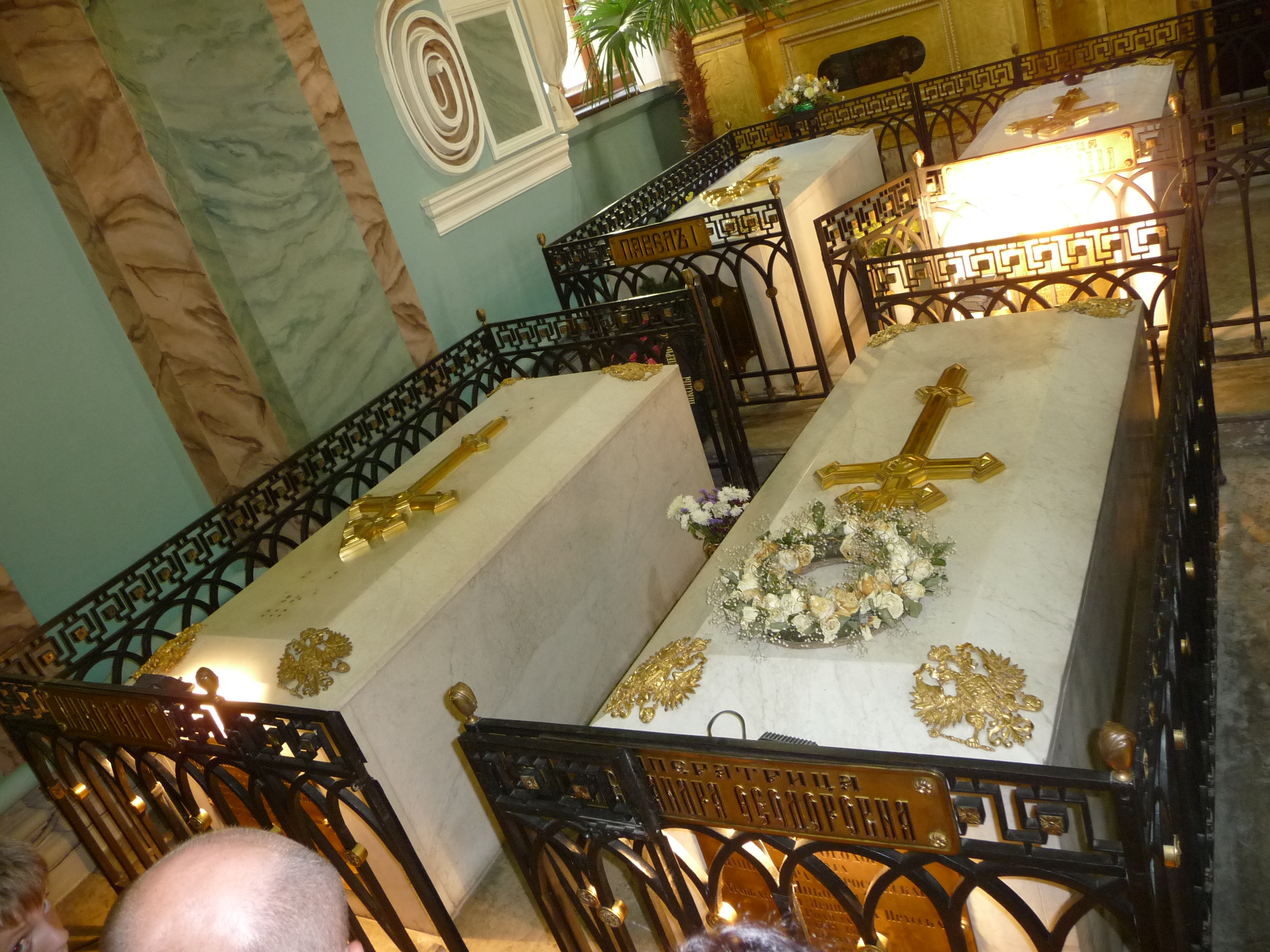
Au premier plan et à gauche, tombeau de Nicolas Ier de Russie, à droite, où repose son épouse Charlotte de Prusse (Alexandra Fiodorovna), le tombeau de marbre blanc sur lequel fut déposée une couronne de fleurs blanches.

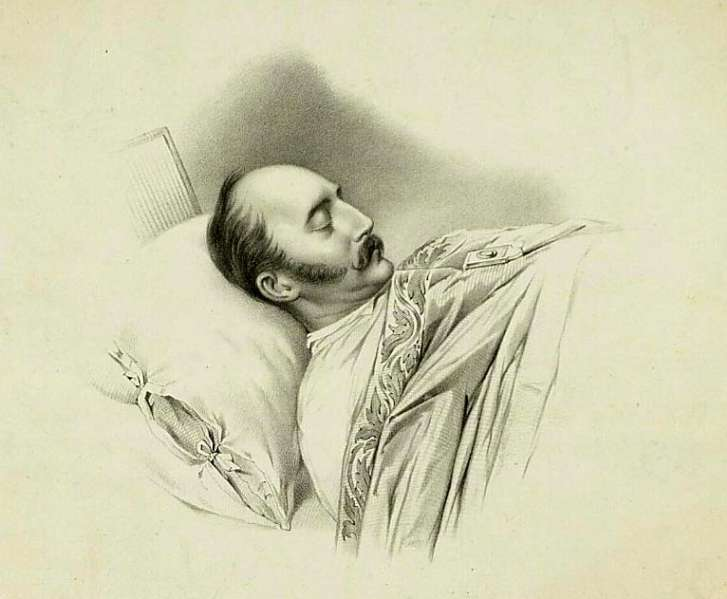
Nicolas Ier sur son lit de mort (1855).

Consciemment, Nicolas Ier paralysa politiquement et socialement la Russie pendant trente années, à un moment où le reste de l'Europe se réformait en profondeur. Ce sont ses successeurs qui devront mettre en œuvre les réformes essentielles (abolition du servage, réforme de la justice etc.) dans un contexte compliqué par l'exacerbation des tensions politiques et sociales. À son fils, le futur Alexandre II, il dit en mourant : « Tiens tout », exprimant ainsi sa conviction intime que l'avenir de la Russie passait par le maintien de la chaîne de servage et de servitude qu'il n'avait pas voulu réformer son règne durant.
Si son règne fut rythmé par un expansionnisme fort (guerres du Caucase, conquêtes en Asie mineure et sur l'Empire ottoman, etc.), sa politique étrangère de gendarme de l'Europe fera perdre à son pays le crédit qu'elle avait gagné lors des guerres napoléoniennes et conduira les nations européennes à se liguer contre lui lors de la désastreuse guerre de Crimée.

## Généalogie

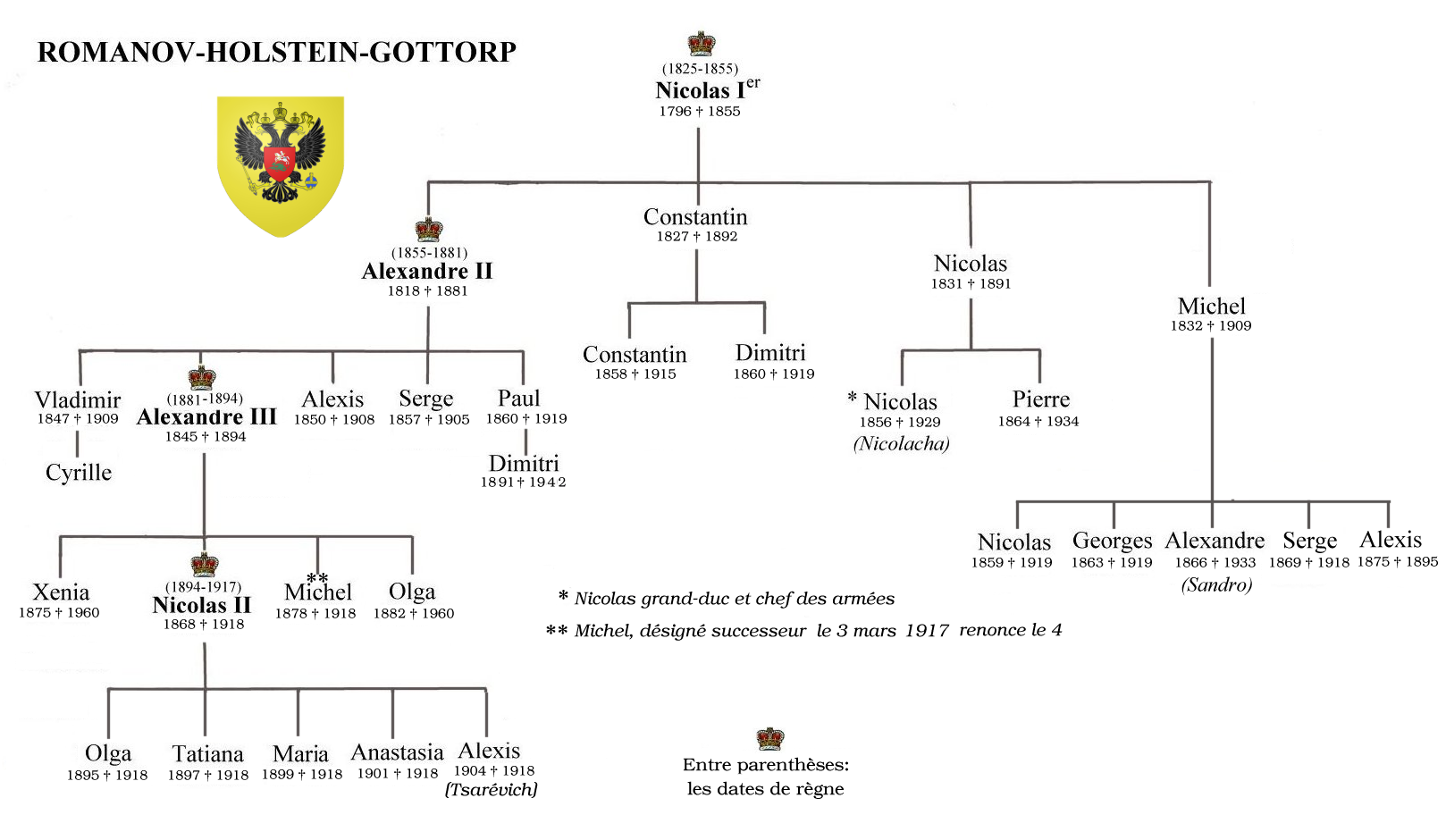
Maison Romanov d'Holstein-Gottorp.

Nicolas Ier de Russie appartient à la première branche de la maison d'Oldenbourg-Russie (Holstein-Gottorp-Romanov) issue de la première branche de la maison d'Holstein-Gottorp, elle-même issue de la première branche de la maison d'Oldenbourg. Il est l'ascendant de deux princes se disputant la primatie de la maison impériale de Russie à ce jour le prince Andreï Andreïevitch de Russie et la princesse Maria Vladimirovna de Russie, mère du prince Georges de Hohenzollern.

## Divers

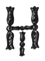
Monogramme de l'empereur Nicolas Ier de Russie.

Un cuirassé porta le nom d'Empereur Nicolas Ier (Imperator Nikolaï Ier - Император Николай Ier) : cuirassé de la marine impériale de Russie de 1891 à 1905, capturé par les Japonais lors de la bataille de Tsushima le 28 mai 1905, il servit dans la marine impériale du Japon de 1905 à 1915 sous le nom d’Iki. Fritz Alberti joue son rôle dans Le Diable blanc sorti en 1930.
Son personnage est interprété par Vasili Kozhura dans le film soviétique Chudotvorets sorti en 1922.

## Distinctions
- Ordre de Saint-André :
- Ordre de Saint-Georges (1re classe) :